# 海を照らす光
『海を照らす光』（The Light Between Oceans）は、2012年にランダムハウスより出版されたM・L・ステッドマンによる小説である。

## あらすじ
オーストラリア人のトム・シェアボーンは第一次世界大戦の西部戦線で戦った後に祖国へと戻る。灯台守となったトムが妻のイサベルと共に孤島で暮らして数年後、夫婦は救命ボートで漂着してきた女の赤ん坊を拾い、実の子として育て始める。子供が2歳になった時、夫婦は休暇で本土へと戻り、そこで彼らは「世界には他の人々が存在する」ことに気付き、そして子供を引き取っていたことは「彼らのうちの1人を打ちのめしてた」という事実に直面する。

## 評価
『ガーディアン』のスー・アーノルドは「並外れた本」と評し、トーマス・ハーディの作品とプロットを比較した。また『デンバー・ポスト』は「いくらか予想ができる」と述べたものの、概ね高評価を下した。

## 映画化
ドリームワークスが映画化を進め、デヴィッド・ハイマンとジェフリー・クリフォードがプロデューサーを務めた。監督にはデレク・シアンフランスが起用され、マイケル・ファスベンダー、アリシア・ヴィキャンデル、レイチェル・ワイズらが出演した。2016年9月2日に公開された。